# Guayaquil (canton)
Guayaquil est un canton d'Équateur situé dans la province de Guayas.